# Aristeneto
Aristeneto (latino: Aristaenetus; Paflagonia, 364 – dopo il 404) è stato un politico romano fu console dell'Impero romano d'Oriente nel 404.

## Biografia
Aristeneto era figlio di Bassiano, un parente dell'oratore Libanio, e Prisca, figlia del prefetto del pretorio d'Oriente Elpidio. Quando nacque, prima della primavera del 364, i genitori lo lasciarono in Paflagonia con una balia, mentre si recavano ad Antiochia con la madre di lei, Aristenete. Nel 371 il padre fu condannato a morte per aver fatto ricorso alla divinazione: Bassiano si difese affermando che aveva voluto sapere il sesso del nascituro; grazie all'intervento di Libanio, la vita gli fu risparmiata, ma tutte le proprietà familiari vennero confiscate.
In seguito Aristeneto andò a studiare da Libanio ad Antiochia. Fece un'ottima carriera: nel 399 fu nominato praefectus urbi di Costantinopoli, mentre nel 404 raggiunse il consolato, anche se non fu riconosciuto dal suo collega d'Occidente, l'imperatore Onorio.